# Baràbinsk

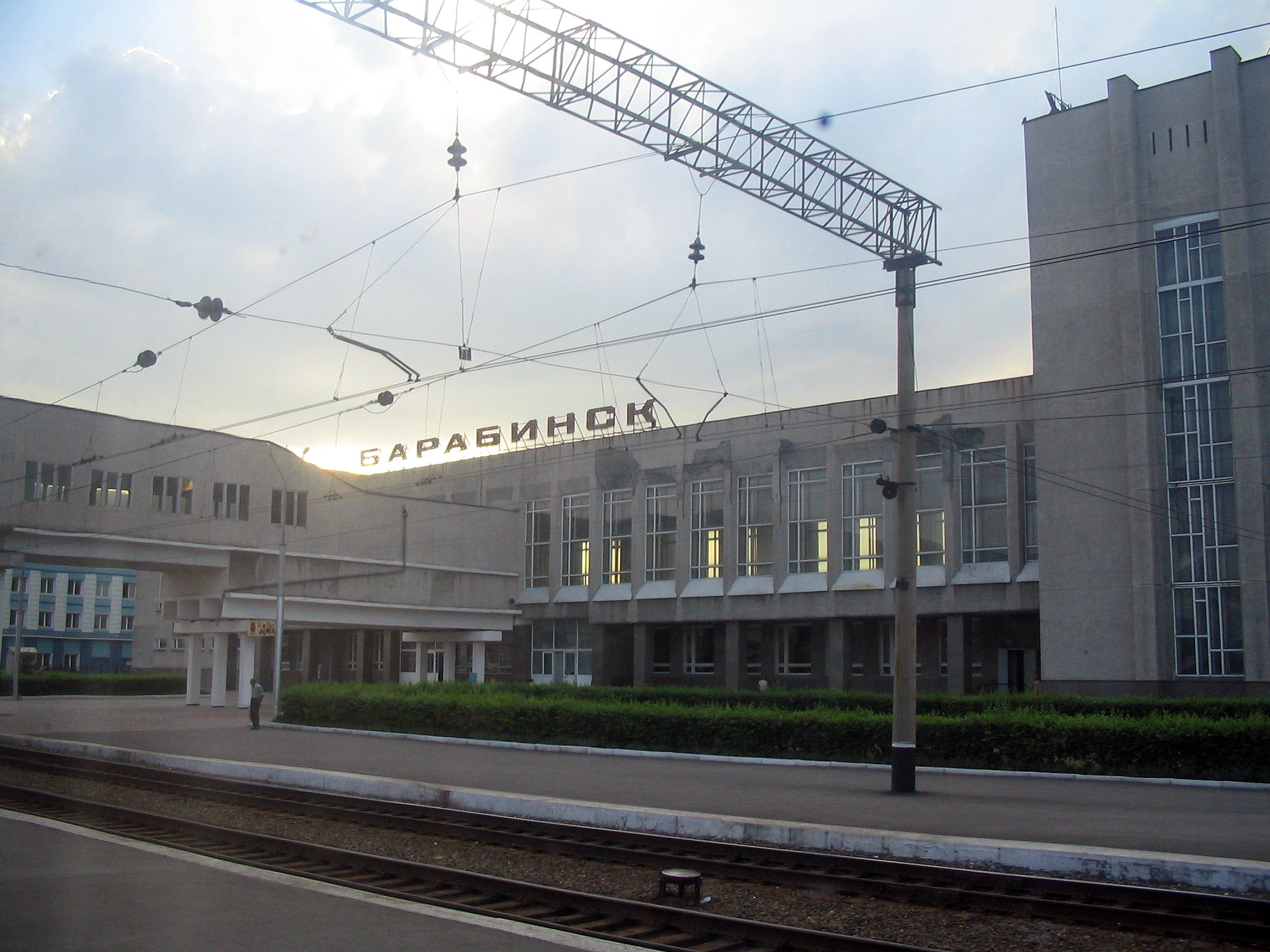
Estació de Transsiberià de Baràbinsk

Baràbinsk (Бара́бинск, en alfabet ciríl·lic) és una ciutat asiàtica de l'óblast de Novossibirsk, al districte federal de Sibèria, dins de la Federació Russa.

## Ubicació
Baràbinsk abasta una superfície d'uns 70 km² i acull una població d'uns 29.000 habitants. Està situada a la zona de l'estepa de Baraba, de la que rep el nom, a uns 300 km a l'oest de la ciutat de Novossibirsk, capital de la província i de Sibèria i tercera ciutat més poblada de Rússia.

## Evolució històrica
En el seu origen, el 1893, fou un establiment de les obres de construcció del ferrocarril Transsiberià, del que n'esdevingué estació el 1896. El 1917 assolí la categoria de ciutat.